# Rothschilds pauwfazant
Rothschilds pauwfazant (Polyplectron inopinatum) is een vogel uit de familie fazantachtigen (Phasianidae). De wetenschappelijke naam (als Chalcurus inopinatum) is geldig gepubliceerd in 1903 door Lionel Walter Rothschild.

## Herkenning
Het mannetje is 65 cm lang, het vrouwtje gemiddeld 46 cm. Het is een donker gekleurde pauwfazant, van onder bijna zwart. Dit hoen lijkt op de Maleise spiegelpauw (P.  malacense), maar Rothschilds pauwfazant heeft kleinere, blauwgekleurde "ogen" in het verenkleed op de rug en vleugels. De staart is ook donker en er zijn nauwelijks lichte ringen waarneembaar op de groen "ogen" in de veren.

## Voorkomen
De soort is endemisch op het schiereiland Malakka (West-Maleisië). Het leefgebied is montaan, groenblijvend bos met ravijnen, rotsen en dicht struikgewas op hoogten tussen 820 en 1800 m boven zeeniveau.

## Status
Rothschilds pauwfazant heeft een beperkt verspreidingsgebied en daardoor is de kans op uitsterven aanwezig. De grootte van de populatie werd in 2016 door BirdLife International geschat op 2,5 tot 10 duizend volwassen individuen en de populatie-aantallen nemen af door habitatverlies. Het leefgebied wordt aangetast door versnippering door aanleg van recreatievoorzieningen en ontbossing in de Cameron Highlands. Om deze redenen staat deze soort als gevoelig op de Rode Lijst van de IUCN.